# Sebastian Pufpaff

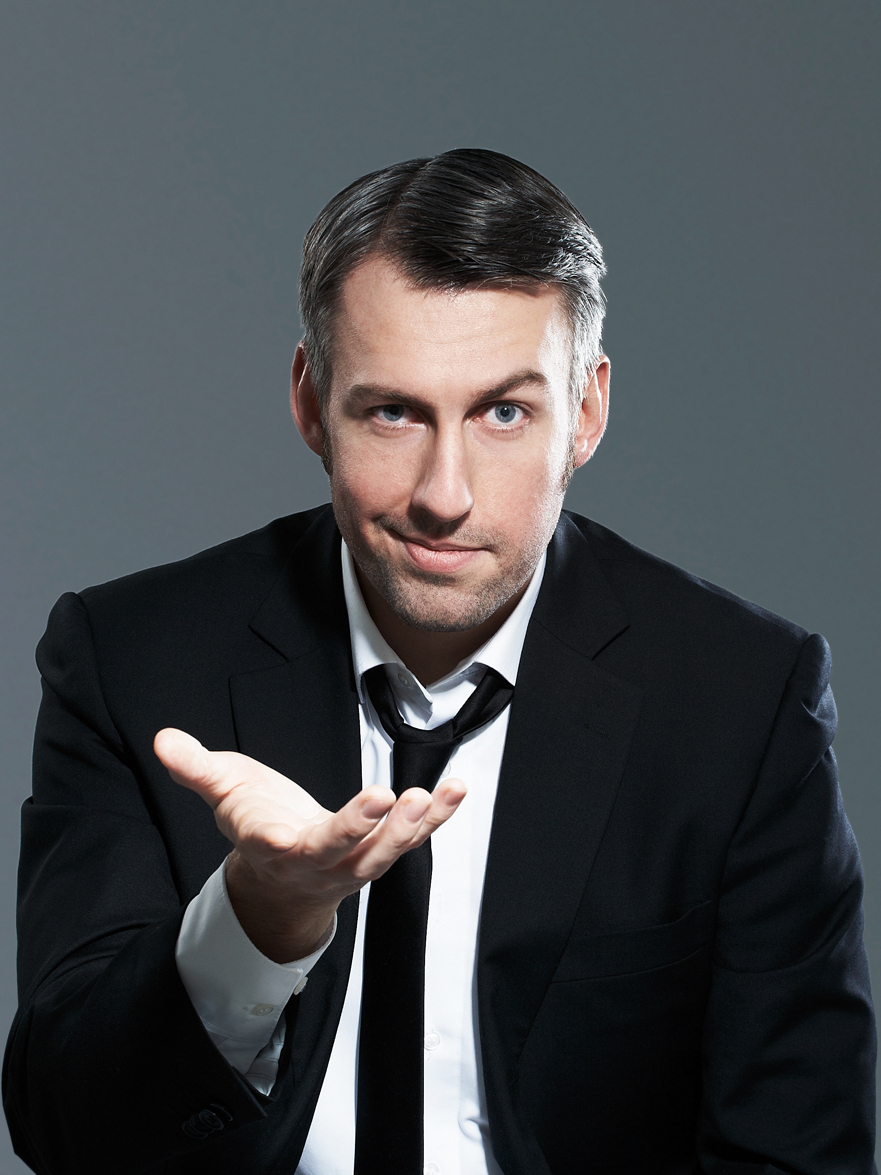
Sebastian Pufpaff (2010)

Malte Sebastian Pufpaff (* 15. September 1976 in Troisdorf) ist ein deutscher Kabarettist, Fernsehmoderator und Entertainer.

## Leben

### Kindheit, Jugend und Studium
Pufpaff wuchs in Rheinbreitbach auf. Nach seinem Abitur am Siebengebirgsgymnasium im benachbarten Bad Honnef und Zivildienst studierte Sebastian Pufpaff von 1997 bis 2000 Rechtswissenschaften an der Johann-Wolfgang-Goethe-Universität in Frankfurt am Main. Anschließend wechselte er zum Studiengang Politikwissenschaft, Soziologie und Staatsrecht an der Rheinischen Friedrich-Wilhelms-Universität in Bonn, den er 2008 mit Magister artium abschloss. Seine Magisterarbeit trug den Titel Der moderne Politiker – Inszenierung in der Demokratie. Neben dem Studium arbeitete er u. a. als Produktmoderator im RTL-Shop (2004–2005) und in der RTL-Nachrichtenredaktion (2001–2008).

### Erste Fernsehauftritte
Nach eigenen Angaben brachte ihn sein Nachname zur Comedy. Die Herkunft des Namens soll, so Pufpaff, auf hanseatische Schwarzpulverhändler zurückzuführen sein. Um sich nicht verspotten zu lassen, ging er in die Offensive, absolvierte einen Comedy-Workshop und gründete 2004 mit Henry Schumann und Maxim Hofmann (2007 von dem Pianisten Martin Zingsheim ersetzt) das Kabarett-Trio „Das Bundeskabarett“, das sich in einem Tourprogramm Ein schwerer Fall mit Deutschland, seiner Wiedervereinigung und dem Konflikt zwischen Ost- und Westdeutschen beschäftigte.
Als Solokünstler trat er unter anderem in den WDR-Sendungen Mitternachtsspitzen, Fun(k)haus und bei Nightwash sowie bei nuhr im Ersten (RBB/WDR) auf. In Staffel 13, Folge 16, der Gerichtsserie Richterin Barbara Salesch spielte er einen Zeugen.

### Weitere Fernsehkarriere
Seine erste Auszeichnung als Solokabarettist erhielt er 2010 im Rahmen des deutschen Kabarett-Wettbewerbs Prix Pantheon, bei dem er „mit einem scharfzüngigen, hintersinnigen und politisch herrlich unkorrektem Auftritt“ die Zuschauer so begeisterte, dass sie ihn mit dem Publikumspreis „Beklatscht & Ausgebuht“ beehrten. Ab 2011 war er mit seinem ersten Soloprogramm Warum! in Deutschland auf Tour, ab 2015 mit seinem zweiten Programm Auf Anfang.
Von 2005 bis 2009 war er schauspielerisch im Improvisations-Theater Springmaus in Bonn im Springmaus Party-Ensemble tätig und stand Bill Mockridge zusätzlich als Regie-Assistent zur Seite.
Ab 2013 bis Ende 2021 präsentierte er im Berliner Kesselhaus in der Kulturbrauerei die Sendung Pufpaffs Happy Hour, die von 3sat und ZDFkultur ausgestrahlt wurde.
2015 startete im Ersten 3. Stock links. Die Kabarett-WG mit Sebastian Pufpaff, Maike Kühl und Hannes Ringlstetter in den Hauptrollen. Ab Februar 2015 hatte er mehrere Auftritte in der ZDF heute-show, häufig in der Rolle eines Lobbyisten und Vertreters von Arbeitgeberinteressen.
Von März 2020 bis zum 10. Juni 2021 produzierte Pufpaff die Sendung Noch nicht Schicht für ZDF und 3sat, bei der montags bis donnerstags jeweils siebenminütige Sendungen in seinem Arbeitszimmer aufgenommen und ohne Gäste ausgestrahlt wurden. Die Sendung wurde 2021 mit dem Grimme-Preis ausgezeichnet.
Seit dem 10. November 2021 ist Pufpaff Moderator einer Neuauflage der Sendung TV total auf ProSieben.

## Moderation
- 2004–2005: RTL-Shop (RTL)
- 2011: Pufpaff (einsfestival)
- 2012–2019: Pufpaff Auf Anfang (ZDFkultur)
- 2012–2021: Pufpaffs Happy Hour (3sat und ZDFkultur)
- 2014: Prix Pantheon (ARD)
- 2016: Pufpaffs Badeanstalt (3sat)
- 2019: Geht doch! (ZDF)
- 2020–2021: Noch nicht Schicht (3sat)
- seit 2021: TV total (ProSieben)

## Filmografie
- 2003: K11 – Kommissare im Einsatz: Die einzige Zeugin (Gastrolle, Fernsehserie, Sat.1, Staffel 1, Episode 15); Rolle: Thomas Zerner[19]
- 2006: Lenßen & Partner: Die strippende Mutter (Gastrolle, Fernsehserie, Sat.1, Staffel 5, Episode 136)[20][21]
- 2006–2009: Richterin Barbara Salesch: 5 Folgen (Gastrollen als Nils Küchler, Ben Sattler, Marco Berg, Peter Kramp, Alexander Mittler Fernsehserie, Sat.1[22][23][24][25][26])
- 2014–2016: 3. Stock links (Gastrolle, Fernsehserie, BR Fernsehen)
- 2014–2021: heute-show (Gastrolle, Fernsehserie, ZDF)
- 2017–2020: Ringlstetter (Gastrolle, Fernsehserie, BR Fernsehen)

## Werke

### Diskografie
- Warum!, Hörbuch, Random House Audio, 2012, ISBN 978-3-8371-1597-0.
- Auf Anfang, Hörbuch, Random House Audio, 2015, ISBN 978-3-8371-3216-8.
- Krassvieldrinpaket 2012–2018 (Programme Warum und Auf Anfang in längerer Fassung), Hörbuch, Random House Audio, 2018, ISBN 978-3-8371-4651-6.
- Wir nach, Hörbuch, Random House Audio, 2021, ISBN 978-3-8371-5373-6.

## Sonstiges

### Privates
Pufpaff ist verheiratet und hat zwei Kinder. Seine Frau ist Urologin und arbeitet im Gesundheitsamt. Er lebt mit seiner Familie in Bad Honnef.

### Soziales Engagement
Seit 2018 ist Sebastian Pufpaff Antarktisbotschafter für die Umweltschutzorganisation Greenpeace und unterstützt deren Forderung nach der Einrichtung eines Meeresschutzgebietes im antarktischen Weddellmeer.
Darüber hinaus setzte er sich 2018 als Baumpate gemeinsam mit 59 weiteren Prominenten für den Erhalt des Hambacher Forstes ein und unterstützte 2019 unter dem Hashtag #nichtlangefackeln die Forderung von Greenpeace nach einem Klimanotprogramm der Bundesregierung.
Seit Dezember 2019 ist er außerdem Schirmherr des Ambulanten Kinder- und Jugendhospizdienstes Bonn.

## Auszeichnungen

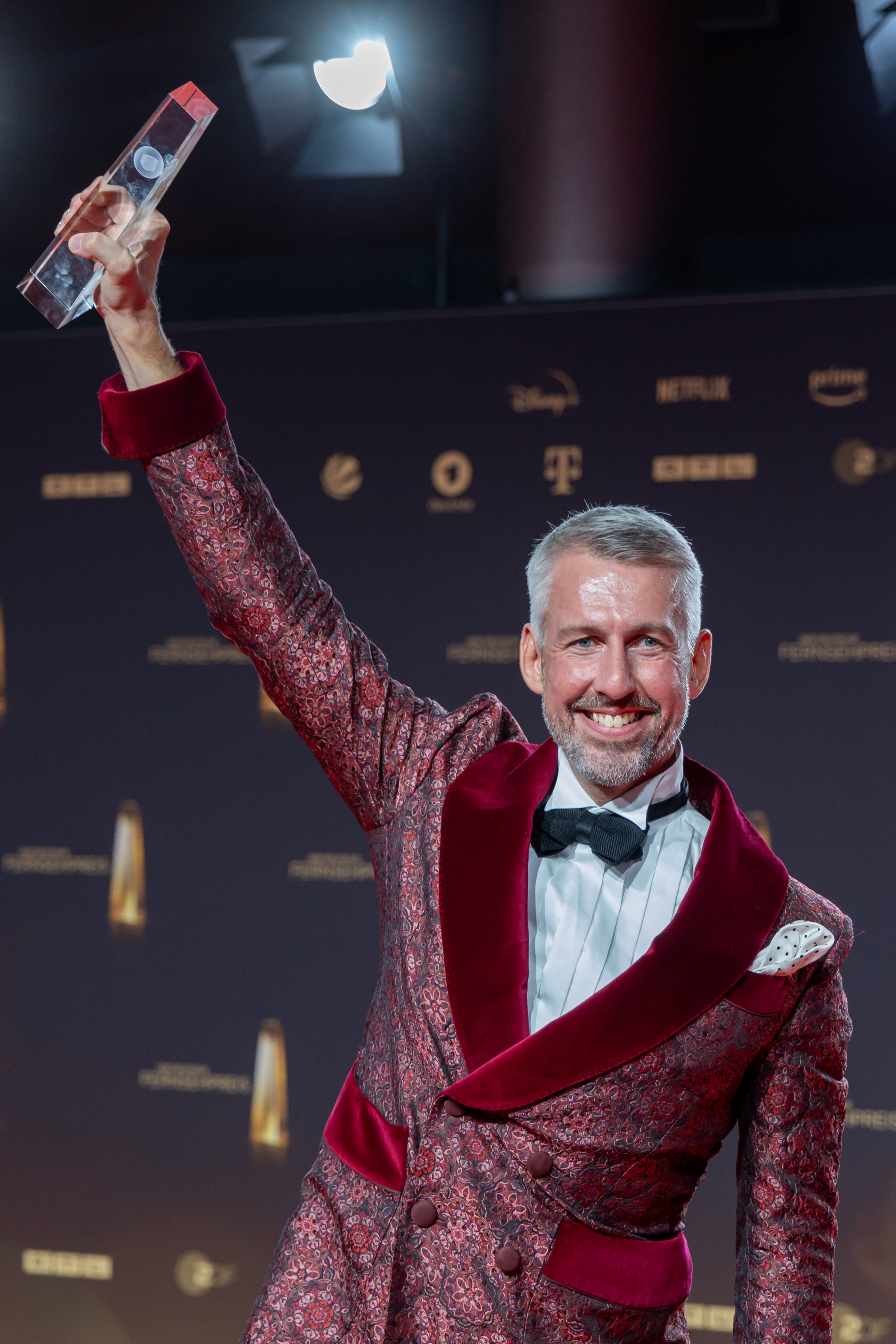
Sebastian Pufpaff mit Deutschem Fernsehpreis 2023

- 2009: 2. Platz „Bielefelder Kabarettpreis“ (mit dem Bundeskabarett)[36]
- 2009: 2. Platz „Krefelder Krähe“ (mit dem Bundeskabarett)[37]
- 2009: 1. Preis „Eschweiler Lok“ (mit dem Bundeskabarett)[38]
- 2010: Publikumspreis Beklatscht & Ausgebuht beim 16. Prix Pantheon[39]
- 2011: Fuchs der Kulturgarage der Stadt Ennepetal[40][41]
- 2011: Publikumspreis „Tegtmeiers Erben“[42]
- 2018: Nordrhein-Westfälischer-Kleinkunstpreis „Bocholter Pepperoni“[43]
- 2020: Deutscher Kleinkunstpreis – Sparte Kabarett[44]
- 2020: Bayerischer Fernsehpreis[45]
- 2021: Grimme-Preis 2021 in der Kategorie Unterhaltung für Noch nicht Schicht[17]
- 2023: Deutscher Fernsehpreis 2023 in der Kategorie "Beste Comedy/Late Night" für TV total[46]